# Philip Bushill-Matthews
Philip Bushill-Matthews (ur. 15 stycznia 1943 w Droitwich, zm. 10 grudnia 2023) – brytyjski polityk i menedżer, od 1999 do 2009 deputowany do Parlamentu Europejskiego V i VI kadencji.

## Życiorys
Kształcił się w Malvern College, następnie studiował na University College w Oksfordzie i w Harvard Business School. Od 1965 związany zawodowo z koncernem Unilever. Później pracował w różnych przedsiębiorstwach (głównie przemysłu spożywczego), zajmując stanowiska kierownicze i dyrektorskie.
W 1999 z ramienia Partii Konserwatywnej został wybrany w skład Parlamentu Europejskiego. W 2004 skutecznie ubiegał się o reelekcję. Zasiadał w grupie EPP-ED, pracował w Komisji Zatrudnienia i Spraw Socjalnych.